# علم السياسة العلمية
علم السياسة العلمية (SOSP) هو مجال بحث ناشئ متعدد التخصصات يسعى إلى تطوير النماذج النظرية والتجريبية والهندسية للمشروع العلمي، ويمكن استخدام هذا الاساس العلمي لمساعدة الحكومة والمجتمع بشكل عام على اتخاذ قرارات أفضل لإدارة R*D من خلال وضع اساس دقيق علميا وكميا يمكن من خلاله لصانعي السياسات والباحثين تقييم آثار المؤسسة العلمية والهندسية للدولة وتحسين الفهم ديناميكيا وتقييم النتائج المحتملة، وتتضمن امثلة البحث في علم علوم السياسة نماذج لفهم إنتاج العلوم والأساليب النوعية والكمية والحسابية لتقدير اثر العلم وعمليات الاختيار من المحافظ العلمية البديلة.

## جهد علم السياسة العلمي الفيدرالي
ولطالما كانت الحكومة الفيدرالية للولايات المتحدة الامريكية مؤيدة لعلم السياسة العلمية، وفي عام 2006، واستجابة لتحدي سياسات العلوم والتكنولوجيا في مكتب العلوم والتكنولوجيا المخرج جون ماربرغر من أجل «السياسة العلمية» انشأت اللجنة الفرعية للعلوم الاجتماعية والسلوكية والاقتصادية التابعة للمجلس الوطني للعلوم والتكنولوجيا فريق عمل مشترك بين الوكالات والمنظمات معني بعلم علوم السياسة ليكون جزءا من العملية التداولية الداخلية للجنة الفرعية، في عام 2008 قامت SOSP ITG بتطوير وانشاء علم السياسة العلمية وهي: خارطة طريق بحثية والتي حددت الجهود الاتحادية لتطوير علم علوم السياسة على المدى البعيد وقدمت هذه الخاطة إلى مجتمع SOSP أو مايعرف بعلم علوم السياسة، وقد استرشد العمل اللاحق لمجموعة ITG بالاسئلة المبينة على خارطة الطريق وخطوات العمل التي وضعت كحلقة عمل، وعلاوة على ذالك ومنذ عام 2007 قدمت المؤسسة العلمية الوطنية للعلوم دعما للبحوث الاكاديمية للنهوض والتقدم للميدان التي تم منحها من برنامج سياسة العلوم والابتكار، ويدعم بحث (SciSIP) ويعزز جهد علم السياسة العلمية الفيدرالي من خلال توفير ادوات جديدة ذات صلة مباشرة بمقرري وواضعي السياسات.

## برنامج علم السياسية العلمية الابتكارية
تم تأسيس برنامج علم السياسية العلمية الابتكارية في المؤسسة الوطنية للعلوم في عام 2005 استجابة لدعوة المخرج جون ماربورجر «لمجتمع علمي متخصص» لدراسة علم العلوم السياسية، وللبرنامج ثلاث اهداف رئيسية: النهوض بصنع القرارات المتعلقة بالسياسات القائمة على العلم والابتكار والنهوض بصنع السياسات القائمة على الأدلة واخيرا بناء مجتمع علمي لدراسة سياسة العلم والابتكار والاستفادة من الدول الأخرى. 
وفي فترة مابين عامي 2007 و 2011  مُنِحَت أكثر من مائة وثلاثين جائزة في خمس جولات من التمويل، ومن بين الحاصلين على الجائزة خبراء اقتصاديون وعلماء الأجتماع وعلماء سياسيون وعلماء نفس، تظهر هذه الجوائز بالفعل كنتائج في شكل اوراق وعروض تقديمية وبرمجيات وتطوير البيانات.

## روابط خارجية
- مكتب سياسة التكنولوجيا والعلوم